# Elof Kjellman
Elof Sigvard Kjellman, född 26 februari 1927, död 22 maj 1990 i Biskopsgården, Göteborg, var en svensk handbollsspelare.

## Karriär

### Klubblagsspel
Elof Kjellman spelade under sin elitkarriär för IK Heim. Han första stora merit vann han 1950 då han tog SM-guld när Heim besegrade Örebro SK i finalen med 9–6. Elof Kjellman stod för ett av målen. År 1955 tog han sin andra mästartitel med IK Heim. Säsongen 1957–1958 var han sista i Heim med 12 matcher och 10 mål. Året efter finns han inte med i Heims guldtrupp 1959. 

### Landslagsspel
Elof Kjellman spelade åren 1950 till 1957 19 landskamper och en pressmatch. Han mästerskapsdebuterade i utomhus VM 1952, där han var reserv och bara spelade en match. Det var hans enda mästerskapsturnering. Landskampsdebut mot Österrike utomhus i en förlust 5–8. Sista landskampen 20 januari 1957 mot Östtyskland i Göteborg då Sverige vann med 28–19. Enligt Svensk Handbolls nya statistiksida skulle han bara ha spelat 9 landskamper med 7 gjorda mål. Det är helt felaktiga siffror - möjligen är alla utelandskamper uteslutna, Med 9 landskamper hade han inte blivit stor grabb. År 1952 hade Kjellman spelat 5 landskamper utomhus och 2 inomhus enligt Boken om handboll.
Elof Kjellman är begravd på Västra kyrkogården i Göteborg.